# Simon Delacroix
Simon Delacroix, más conocido como The Toxic Avenger, es un productor de electro thrash francés nacido en París y es considerado por la revista Rolling Stone como un acto en vivo forzoso de verse gracias a su mezcla tan inteligente de electro hardcore y punk, mezclado al estilo del pop de los 60′s. The Toxic Avenger nos brinda una combinación única de melodías furiosas con sintetizadores potentes que crean un sonido épico los cuales llevan a la audiencia al borde de perder el control de su mente. Ha ganado el respeto dentro de la escena electro mundial, ha realizado remixes para Ladytron, Chromeo, Late Of Piere, ha sido remezclado por The Bloody Beetroots, compartiendo escenario en todo el mundo con una serie de artistas tan respetables como MSTRKRFT, Velle, Vitalic, StereoHeroes, Public Enemy y Steve Aoki.
Su primer éxito fue "Super Heroes" que dio lugar a un contrato con el sello discográfico Iheartcomix. Él es conocido por su álbum Angst lanzado con el sello discográfico Roy el 16 de mayo de 2011. También lanzó el video musical dirigido por Wahib de la canción principal "Angst". Él también dio a conocer una serie de EPs, y ha tenido varias colaboraciones con varios artistas incluyendo acto canadiense Chromeo , Robert Bruce del Reino acto South Central en "Never Stop", con Bruce y el vídeo musical dirigido por Antoine Wagner. También colaboró con el rapero francés Orelsan particularmente en "N'importe Comment", lanzado en un EP en 2010, que contiene 9 remixes.

## Origen
Él es conocido por llevar a cabo bajo un disfraz enmascarado, pero se quitó el disfraz en la liberación del EP "Toxic Is Dead", en 2009, simboliza la muerte del personaje que tuvo en el grupo de Ed Wood Is Dead. También fue objeto de un documental superhéroe 2,0 difusión en la estación de la música francesa M6.
Seudónimo de Delacroix The Toxic Avenger es un homenaje a la película de terror de culto The Toxic Avenger .

## Discografía

### LP
- 2009: Scion CD Sampler Volume 26: The Toxic Avenger (Scion AV)
- 2011: Angst (Roy Music) (charted at #194 in SNEP French Albums Chart)[1]
- 2014: ‘’Romance & Cigarettes’’ (Roy Music)

### EP y sencillos
- 2007: Superheroes (Iheartcomix Records)
- 2008: Bad Girls Need Love Too (Boxon Records)
- 2009: Toxic is Dead (Iheartcomix Records)
- 2010: N'importe Comment (feat. Orelsan) (Roy Music)
- 2010: Angst:One (Roy Music)
- 2011: Never Stop (feat. Robert Bruce) (Roy Music)
- 2011: Alien Summer (feat. Annie) (Little Owl Musical Recordings)
- 2012: 3/2/1 EP. (Roy Music)
- 2012: To the Sun (feat. Tulip) (Roy Music)
- 2013: ‘’Angst:Two’' (Roy Music)

### Remixes
| Year | Artist                       | Title                                                            |
| ---- | ---------------------------- | ---------------------------------------------------------------- |
| 2007 | Ballet Imperial              | "Superhuman"                                                     |
| 2007 | Blur                         | "Song 2" (The Toxic Avenger Remix & Trash Yourself Remix)        |
| 2007 | Dragonette                   | "Take It Like a Man"                                             |
| 2007 | Fredzefred                   | "All the Motherfuckers"                                          |
| 2007 | John Bourke                  | "What Is Love"                                                   |
| 2007 | Le Castle Vania              | "Tigertron"                                                      |
| 2007 | ManroX                       | "This Manrox" (The Toxic Avenger Yeah Yeah Remix)                |
| 2007 | Snowden                      | "Kill the Power"                                                 |
| 2007 | The Black Milk               | "Kissin"                                                         |
| 2007 | The Secret Handshake         | "Too Young"                                                      |
| 2007 | Tommie Sunshine              | "Dance Among the Ruins"                                          |
| 2008 | Art Whiplash                 | "Party, Sex & Bullshit"                                          |
| 2008 | Aux Raus                     | "Wire"                                                           |
| 2008 | Fckn Crew                    | "Carnage"                                                        |
| 2008 | Health                       | "Glitter Pills"                                                  |
| 2008 | Hermanos Inglesos            | "Komodo"                                                         |
| 2008 | Holiday for Strings          | "Two of You"                                                     |
| 2008 | Ladytron                     | "Ghosts"                                                         |
| 2008 | Late of the Pier             | "Space and the Woods"                                            |
| 2008 | Neon Stereo vs. Marcie       | "Fuck Me Baby"                                                   |
| 2008 | Playdoe                      | "It's That Beat"                                                 |
| 2008 | Pomomofo                     | "Island"                                                         |
| 2008 | Roger Sánchez                | "Another Chance"                                                 |
| 2008 | Saint Pauli                  | "I Need Rhythm"                                                  |
| 2008 | Sexual Earthquake In Kobe    | "Love With"                                                      |
| 2008 | The Beach Boys               | "Wouldn't It Be Nice" (Chépuky feat. Toxic Avenger Remix)        |
| 2008 | The Fire and Reason          | "NME" (The Fire and Reason vs. The Toxic Avenger - "NME V2 TXC") |
| 2008 | The Frail                    | "Who Am I?" (The Frail vs. The Toxic Avenger - "The Lights")     |
| 2008 | Tom Deluxx                   | "Assboxer"                                                       |
| 2008 | Vegastar                     | "Mode Arcade"                                                    |
| 2009 | Bonjour Afrique              | "Heavy"                                                          |
| 2009 | Bring Me the Horizon         | "Death Breath"                                                   |
| 2009 | D-Bag feat. Naan             | "Up to the Boy"                                                  |
| 2009 | Family Force 5               | "Fever"                                                          |
| 2009 | HeartsRevolution             | "Switchblade"                                                    |
| 2009 | Man & Man                    | "Les Grandes Vacances"                                           |
| 2009 | PacoVolume                   | "CookieMachine"                                                  |
| 2009 | Q.G.                         | "Reign In Blood"                                                 |
| 2009 | Sefyu                        | "Molotov 4"                                                      |
| 2009 | Sonny                        | "Mora" (Mora vs. The Toxic Avenger)                              |
| 2009 | Teen Heat                    | "Prep the Patient"                                               |
| 2009 | The Sterehoes                | "Juliette N'est Pas Morte"                                       |
| 2009 | The Whip                     | "Muzzle No. 1"                                                   |
| 2010 | Benny Benassi                | "Spaceship"                                                      |
| 2010 | Cocoon                       | "Tell Me The"                                                    |
| 2010 | Cyberpunkers                 | "Check This Out"                                                 |
| 2010 | Kings of Leon                | "Sex On Fire"                                                    |
| 2010 | Make the Girl Dance          | "Baby Baby Baby"                                                 |
| 2010 | Make the Girl Dance          | "Kill Me"                                                        |
| 2010 | RohFF                        | "94"                                                             |
| 2010 | Underoath                    | "In Division"                                                    |
| 2011 | Age of Consent               | "The Beach"                                                      |
| 2011 | Dax Riders feat. Yann Destal | "Raspberry Disco"                                                |
| 2011 | SomethingALaMode             | "Show Me"                                                        |
| 2011 | South Central                | "The Day I Die"                                                  |
| 2011 | Teenage Bad Girl             | "Tonton Funk"                                                    |
| 2011 | The Toxic Avenger            | "Alien Summer" (The Toxic Avenger Self Remix)                    |
| 2011 | Twin Twin                    | "ZXR"                                                            |
| 2011 | Velvet Code                  | "Say You Love Me"                                                |
| 2012 | DiscoMirage                  | "Triangles"                                                      |
| 2012 | Morbid Angel                 | "10 More Dead"                                                   |